# Guano
Pour les articles homonymes, voir Guano (homonymie).
Le guano (/gwa.no/ ; provenant de l'espagnol : guano, du quechua : wanu) résulte de l'accumulation à long terme d'excréments d'oiseaux marins sur un support généralement calcaire dans des zones où les animaux ne sont pas dérangés, le plus souvent de petites îles de climat tropical ou méditerranéen. Il a longtemps constitué l'habitat d'oiseaux marins qui venaient nicher dessus et pondaient leurs œufs à l'intérieur tel le manchot du Cap. 
Le guano au sens propre a subi une minéralisation importante au fil des décennies ou des siècles et est à distinguer des fientes récentes comme la colombine qui résulte de l'accumulation de fientes dans un pigeonnier et qui s'apparente à un fumier concentré. Cependant guano peut être utilisé pour désigner des engrais provenant d'excréments de chauves-souris ou de débris d'animaux marins divers, par exemple : guano de poisson. Corrélativement les engrais du commerce étiquetés « guano  » présentent des compositions variables. 
Le guano est une substance fertilisante du fait de sa composition et il est utilisé comme engrais très efficace en vertu de sa grande concentration en composés azotés et phosphatés. Les sols pauvres peuvent alors être rendus bien plus productifs. Cependant, cet usage intensif du guano a eu un effet destructeur sur la nidification d'espèces d'oiseaux, les amenant quasiment au bord de l'extinction.

## Composition

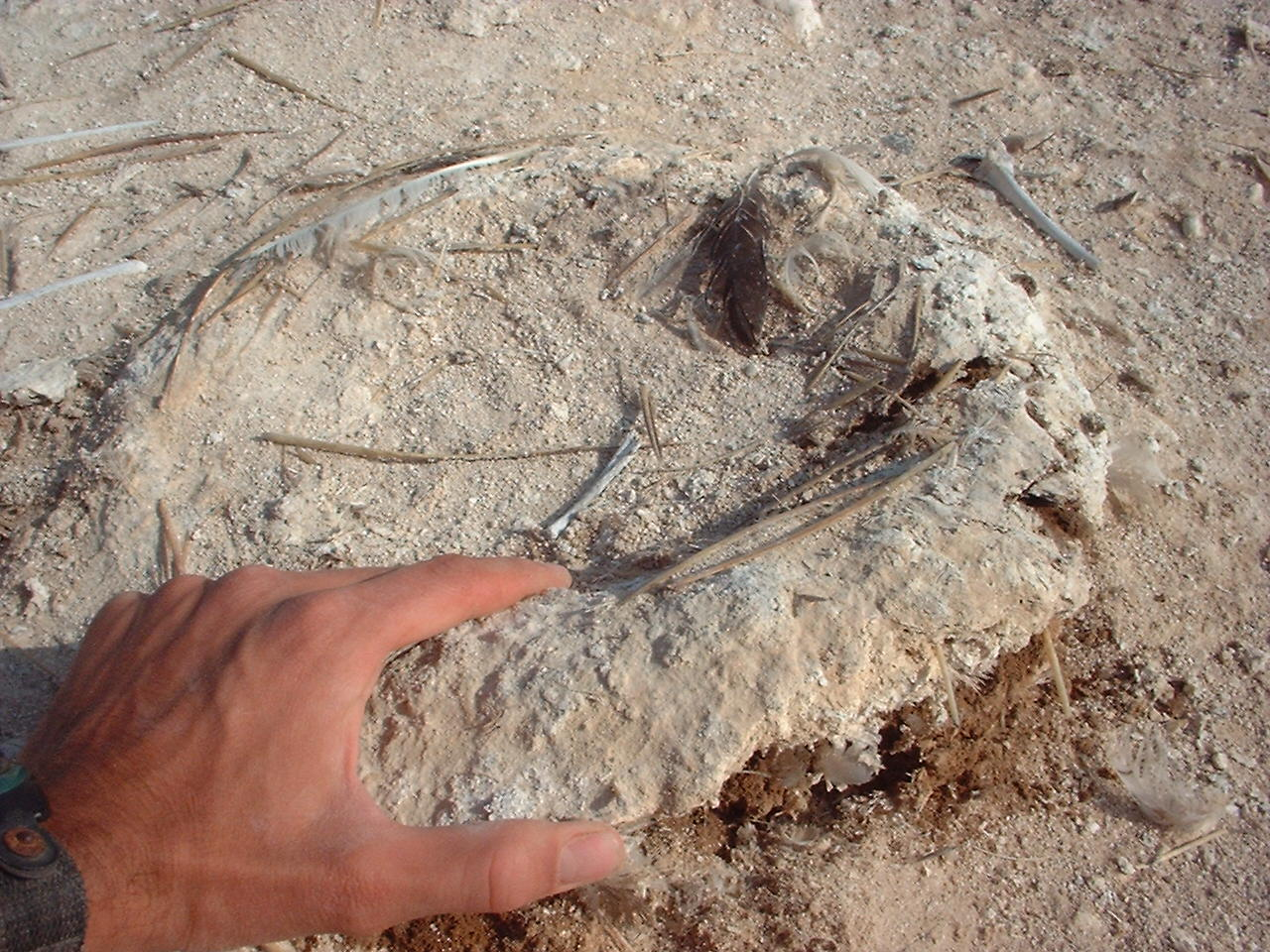
Le nid du Fou varié est fait de guano.

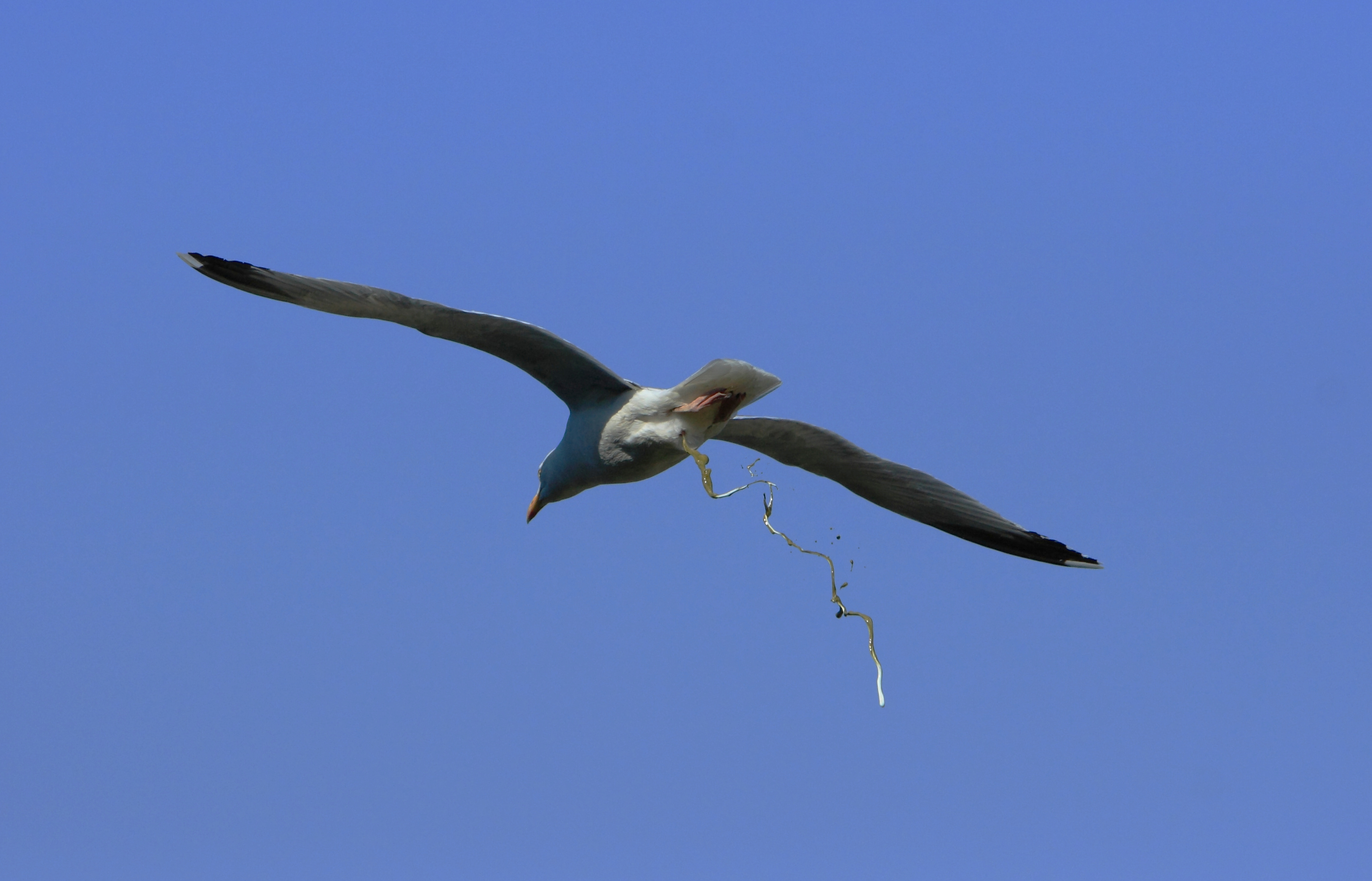
Un goéland argenté (Larus argentatus) en train de déféquer près de l'île de Bréhat.

Les fientes (excréments d'oiseaux) sont constituées principalement d’acide urique, de molécules azotées (guanine), de dérivés du phosphore et de certains sels et impuretés. Bien que systématiquement présente dans l'ADN et l'ARN, la guanine a été isolée pour la première fois en 1844 par le chimiste allemand Julius Bodo Unger (de) dans du guano.
Le guano se forme par altération de ces excréments par lessivage de ses minéraux dans un substrat généralement calcaire. En 1896, le zoologiste Hugo Schauinsland a étudié la formation du guano dans des conditions pluvieuses sur l'île hawaïenne de Laysan. Les excréments d'oiseaux sont lessivés, l'eau qui les imprègne s'infiltre dans les profondeurs et imprègne les sables calcaires qui s'y trouvent. Cela entraîne la formation de phosphate de calcium et de guano de roche dure. Une analyse a montré que le guano de surface brun contenait 11,5 % de P2O5 et 48,6 % de CaO, et que le guano de roche légère contenait 36,9 % de P2O5 et 33,3 % de CaO. Le guano brut de Laysan extrait à cette époque contenait en moyenne 25 à 30 % d’acide phosphorique.
Dans les îles des zones tempérées et pluvieuses (en Bretagne par exemple), les colonies aviaires sont tout aussi importantes mais du fait des pluies importantes le guano est emporté par érosion ou tellement lessivé qu'il ne peut être utilisé comme engrais.
Le guano est un mélange à grains fins de divers phosphates tels que les hydrogénophosphates de calcium brushite et monétite, le phosphate de calcium whitlockite ainsi que diverses apatites et nitrates et composés organiques.  Le guano contient 7 à 8 %, rarement jusqu'à 60 %, de nitrates sous forme de nitrate de potassium et de nitrate de sodium (nitrate du Chili).
Son évolution implique que le guano contient peu de matière organique et qu'il est majoritairement plutôt basique.
Sa concentration en azote a fait du guano au XIXe siècle une importante ressource stratégique comme engrais et comme source de nitrates pour les explosifs.
| Élément chimique        | Chauve-souris insectivore | Vache | Porc | Brebis | Cheval |
| ----------------------- | ------------------------- | ----- | ---- | ------ | ------ |
| Azote (en kg/tonne)     | 100                       | 6     | 3    | 6      | 8      |
| Phosphore (en kg/tonne) | 30                        | 4     | 5    | 4      | 3      |
| Potassium (en kg/tonne) | 20                        | 6     | 6    | 12     | 9      |

## Guano d'oiseaux marins

### Exploitation

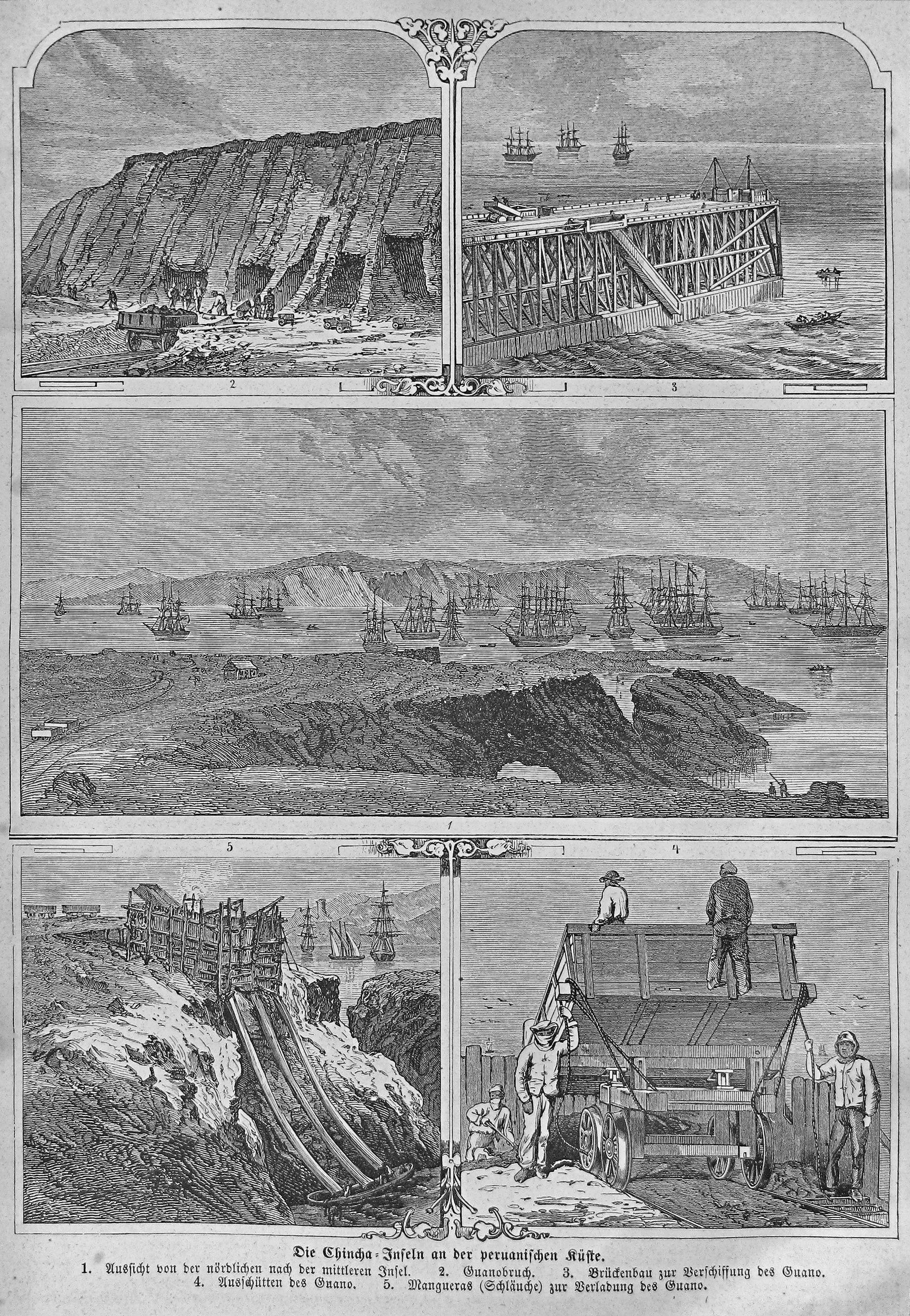
Ce dessin, publié en 1863, comporte cinq images montrant différentes facettes de l'exploitation du guano aux îles Chincha. De gauche à droite, de haut en bas :
A) Extraction à la main du guano ;
B) Quai servant au transbordage du guano ;
C) Île du centre, vue de l'île au nord ;
D) Déversoirs à guano ;
E) Hommes vidant un wagon de guano.

Le guano est récolté sur diverses îles du Pacifique, par exemple les îles Chincha, de l'Atlantique (îles de la côte namibienne), de l'Océan indien comme l’île Juan de Nova. Ces îles ayant été habitées par les oiseaux marins pendant des siècles, le guano s'est accumulé, parfois sur plusieurs mètres d’épaisseur.  L'exploitation se fait alors par ouverture de carrières et historiquement par le travail manuel de coolies ou d'ouvriers très peu payés.
Le guano a été récolté par des compagnies privées ou publiques pendant des siècles sur les côtes du Pérou, sur les îles et les côtes rocheuses qui ne furent pas ou peu exploitées auparavant. Les Cormorans de Bougainville sont les plus importants producteurs de guano, et leurs excréments ont tendance à être plus riches en substances azotées que ceux des autres espèces d’oiseaux marins, d’autres espèces particulièrement productrices sur les côtes du Pérou étant par exemple les Pélicans péruviens.

### Guerre du guano
Des années 1820 aux années 1860, les îles Chincha, au Pérou, furent exploitées pour leur guano, engrais de première qualité à l'époque. Il était principalement exporté vers les États-Unis, la France et le Royaume-Uni. Pendant quelques décennies, le Pérou vit son activité économique augmenter considérablement. Cette période de prospérité fut appelée au Pérou « l'ère guano ».
En 1863, l'Espagne tenta de s'emparer des îles Chincha. Le Pérou et le Chili unirent leurs forces et repoussèrent les forces navales espagnoles pendant la guerre hispano-sud-américaine, aussi connue sous le nom de « guerre du guano ». La production des îles Chincha atteignait 600 000 tonnes par an à la fin des années 1860. Lorsque les gisements furent épuisés, environ 12,5 millions de tonnes en avaient été extraits,.

### Dérives de l'exploitation du guano par le Pérou
Entre 1840 et 1879, le guano du Pérou engendra d’énormes richesses, car le pays, propriétaire exclusif des dépôts de Guano détenait le monopole mondial de ce fertilisant. L'État concéda l'exploitation du guano à des exploitants mais garda le contrôle des échanges. Plusieurs hommes d’affaires bâtirent d’immenses fortunes en exploitant ces richesses ; ce fut notamment le cas du Français Auguste Dreyfus, qui se trouva grâce au guano à la tête de l’une des plus grandes fortunes du monde.
En 1856, le Congrès des États-Unis adopta le Guano Islands Act, toujours en vigueur au XXIe siècle, qui autorise tout citoyen américain à réclamer, au nom des États-Unis, toute île inhabitée et non revendiquée susceptible de contenir du guano.
En 1863, des navires négriers péruviens vinrent enlever plus de 1 400 indigènes de l'île de Pâques, soit du tiers à près de la moitié de la population, pour les vendre comme esclaves et les faire travailler dans les mines de guano,,. Sous la pression de la France, du Chili et du Royaume-Uni, les autorités péruviennes firent rapatrier une centaine de Pascuans, mais seuls une quinzaine d'entre eux parvinrent au terme du voyage, les autres ayant succombé à la tuberculose et à la variole,. Celle-ci se propagea des survivants aux habitants de l’île qui avaient échappé aux esclavagistes ; en 1877, la population pascuane ne comptait plus que 111 personnes.

### Exploitation du guano par la France
Autour du début du XXe siècle, le guano a aussi été exploité sur l'île de Clipperton (ressources assez limitées), sur les îles Chesterfield et les Récifs d'Entrecasteaux (Nouvelle-Calédonie), possessions françaises de l'océan Pacifique, à Juan de Nova dans l'Océan indien. Les gisements de phosphates de Makatea (Tuamotou) sont également issus de guano ancien.

### Guano de chauves-souris
Le guano de chauves-souris est généralement retirés des caves ou grottes où se reposent ces animaux par des procédés de minage.
Le guano de chauves-souris est composé des restes de leurs proies (insectes et araignées) ; les crottes sont de la taille d'un grain de riz et très friables.
Son exploitation est attestée en France et en Sardaigne depuis le milieu du XIXe siècle.

### Santé
Le guano de chauves-souris contient parfois des champignons microscopiques pouvant transmettre l'histoplasmose aux humains. Leur nettoyage doit se faire uniquement à l'eau (pas de balais ni d'aspirateur) afin d'éviter de respirer la poussière formée par les excréments en séchant.

## Utilisation
Une des qualités de cet engrais provient du mélange entre l’acidité des excréments et le sol calcaire (basique). Cet engrais est accepté dans le cahier des charges de l’agriculture biologique. Il peut attirer des coprophages appelés guanobies.
Sa minéralisation étant presque achevée, le guano accumulé est un engrais à effet rapide. Avec une teneur en azote et en phosphore aussi importante que celle des fientes de poulet sur les extraits secs, les guanos peuvent remplacer un engrais azoté et phosphaté avec un apport de potassium, de magnésium et de calcium non négligeable .
Le guano de chauve-souris généralement relativement frais doit par contre être traité comme un fumier avec des caractéristiques qui s'en rapprochent (légèrement acide ou neutre) et certaines considérations sanitaires.

### Filmographie
- Pérou : les forçats du guano, reportage de Ramon Gutiérrez et Nejma Berder, diffusé dans l'émission Thalassa (France 3) en 2004